# Geophis
Geophis – rodzaj węży z podrodziny ślimaczarzy (Dipsadinae) w rodzinie połozowatych (Colubridae).

## Zasięg występowania
Rodzaj obejmuje gatunki występujące w Meksyku, Gwatemali, Salwadorze, Hondurasie, Nikaragui, Kostaryce, Panamie i Kolumbii. 

## Systematyka

### Etymologia
- Catostoma: gr. κατω katō „na dół, w dół, poniżej”; στομα stoma, στοματος stomatos „usta”[3].
- Geophis: gr. γεω- geō- „ziemny-”, od γη gē „ziemia, grunt”[13]; οφις ophis, οφεως opheōs „wąż”[14]. Nowa nazwa dla Catostoma Wagler, 1830.
- Rabdosoma: gr. ῥαβδος rhabdos „pręt”; σωμα sōma, σωματος sōmatos „ciało”[4]. Gatunek typowy: Rabdosoma semidoliatum A.M.C. Duméril, Bibron & A.H.A. Duméril, 1854.
- Colobognathus: gr. κολοβος kolobos „okaleczony, pozbawiony czegoś”[15]; γναθος gnathos „żuchwa”[16]. Gatunek typowy: Colobognathus hoffmanni Peters, 1859.
- Geophidium:  gr. γεω- geō- „ziemny-”, od γη gē „ziemia, grunt”[13]; οφιδιον ophidion „mały wąż”, zdrobnienie od οφις ophis, οφεως opheōs „wąż”[14]. Gatunek typowy: Geophidium dubium Peters, 1861.
- Mesopeltis: gr. μεσος mesos „środkowy, pośredni”[17]; πελτη peltē „mała tarcza bez obramowania”[18]. Gatunek typowy: Mesopeltis sanniolus Cope, 1866.
- Colophrys: gr. κολος kolos „krótki, obcięty”[19]; οφρυς ophrus, οφρυος ophruos „brew”[14]. Gatunek typowy: Colophrys rhodogaster Cope, 1868.
- Parageophis: gr. παρα para „blisko”[20]; rodzaj Geophis Wagler, 1830. Gatunek typowy: Rabdosoma semidoliatum A.M.C. Duméril, Bibron & A.H.A. Duméril, 1854.
- Dirosema: gr. δειρη deirē „szyja”[19]; σημα sēma, σηματος sēmatos „znak, znamię”[21]. Gatunek typowy: Geophis bicolor Günther, 1868.

### Podział systematyczny
Do rodzaju należą następujące gatunki:

- Geophis annuliferus (Boulenger, 1894)
- Geophis anocularis Dunn, 1920
- Geophis bellus Myers, 2003
- Geophis berillus Barragán-Reséndiz, Pavón-Vázquez, Cervantes-Burgos, Trujano-Ortego, Canseco-Márquez & García-Vázquez, 2022
- Geophis betaniensis J.H. Restrepo & J.W. Wright, 1987
- Geophis bicolor Günther, 1868
- Geophis blanchardi Taylor & H.M. Smith, 1939
- Geophis brachycephalus (Cope, 1871)
- Geophis cancellatus H.M. Smith, 1941
- Geophis cansecoi C. Grünwald, Ahumada-Carrillo, A. Grünwald, Montaño-Ruvalcaba & García-Vázquez, 2021
- Geophis carinosus L.C. Stuart(inne języki), 1941
- Geophis chalybeus (Wagler, 1830)
- Geophis championi Boulenger, 1894
- Geophis damiani Wilson, McCranie & K.L. Williams, 1998
- Geophis downsi Savage, 1981
- Geophis dubius (W. Peters, 1861)
- Geophis duellmani H.M. Smith & Holland, 1969
- Geophis dugesii Bocourt, 1883
- Geophis dunni K.P. Schmidt, 1932
- Geophis fulvoguttatus Mertens, 1952
- Geophis godmani Boulenger, 1894
- Geophis hoffmanni (W. Peters, 1859)
- Geophis immaculatus Downs, 1967
- Geophis incomptus Duellman, 1959
- Geophis isthmicus (Boulenger, 1894)
- Geophis juarezi Nieto-Montes de Oca, 2003
- Geophis juliai Pérez-Higareda, H.M. Smith & López-Luna, 2001
- Geophis laticinctus H.M. Smith & K.L. Williams, 1963
- Geophis laticollaris H.M. Smith, Lynch & Altig, 1965
- Geophis latifrontalis Garman, 1883
- Geophis lorancai Canseco-Márquez, Pavón-Vázquez, López-Luna & Nieto-Montes de Oca, 2016
- Geophis maculiferus Taylor, 1941
- Geophis mutitorques (Cope, 1885)
- Geophis nasalis (Cope, 1868)
- Geophis nephodrymus Townsend & Wilson, 2006
- Geophis nigroalbus Boulenger, 1908
- Geophis nigrocinctus Duellman, 1959
- Geophis occabus Pavón-Vázquez, García-Vázquez, Blancas-Hernández & Nieto-Montes de Oca, 2011
- Geophis omiltemanus Günther, 1893
- Geophis petersii Boulenger, 1894
- Geophis pyburni Campbell & Murphy, 1977
- Geophis rhodogaster (Cope, 1868)
- Geophis rostralis (Jan, 1865)
- Geophis ruthveni F. Werner, 1925
- Geophis sallaei Boulenger, 1894
- Geophis sanniolus (Cope, 1866)
- Geophis sartorii (Cope, 1863)
- Geophis semidoliatus (A.M.C. Duméril, Bibron & A.H.A. Duméril, 1854)
- Geophis sieboldi (Jan, 1862)
- Geophis talamancae Lips & Savage, 1994
- Geophis tarascae Hartweg, 1959
- Geophis tectus Savage & J.I. Watling, 2008
- Geophis turbidus Pavón-Vázquez, Canseco-Márquez & Nieto-Montes de Oca, 2013
- Geophis zeledoni Taylor, 1954